# Shadowgate 64: Trials of the Four Towers
Shadowgate 64: Trials of the Four Towers è un videogioco d'avventura per Nintendo 64, pubblicato nel 1999. È il secondo sequel di Shadowgate.

## Trama
Secoli dopo la sconfitta di Talimar da parte di Lord Jair, il regno di Westland si è trasformato in un raduno per ladri, banditi e esseri malvagi. Del Cottonwood, un Halfling che viaggiava in una carovana, viene imprigionato da dei banditi quando transitava davanti al castello Shadowgate; i suoi compagni di viaggio vengono assassinati. Mentre è in prigione, Del trova il modo di scappare e di imbarcarsi in una ricerca che lo porterà attraverso le Quattro Torri del castello. In ognuna di esse un diverso compito lo attende. Con l'aiuto dei libri e dei fantasmi dei defunti abitanti, Del apprende la storia di Shadowgate. Tra le sue prove nelle torri, Del esplora la tetra e desolata cittadina. Lavorando per i pochi abitanti guadagna l'accesso alle altre torri e a nuove aree, e quando gli viene offerta una via d'uscita delle mura del castello declina.

## Modalità di gioco
A differenza dei prequel Shadowgate e Beyond Shadowgate, Shadowgate 64 non è un'avventura grafica. Vi è il ritorno della visuale in prima persona del primo capitolo, anche se il movimento è libero e in un ambiente completamente in 3D (rendendolo simile ad uno sparatutto in prima persona). Comunque per progredire nel gioco gli obiettivi rimangono pressoché invariati. Del deve risolvere enigmi e al tempo stesso evitare nemici e trappole. Il personaggio può morire in moltissimi modi anche semplicemente interagendo con particolari oggetti, ed è per questo che il giocatore deve stare attento ad ogni interazione con l'ambiente.
A differenza del vasto menu di azioni-base del primo gioco, Shadowgate 64 semplifica la maggior parte di queste azioni a due pulsanti, uno come comando per un'azione generica, l'altro per l'uso di oggetti.

## Sequel
Un sequel di Shadowgate 64, dal titolo Shadowgate Rising, cominciò ad essere sviluppato nel 2000. Avrebbe dovuto essere distribuito per Nintendo 64 l'anno seguente, ma il progetto venne abbandonato poco dopo, quando Nintendo annunciò la sua nuova console, il GameCube. Oggi di questo quarto capitolo sono rimasti solo alcuni screenshot della versione beta; la sua trama comunque è sopravvissuta in una serie a fumetti, dal titolo Shadowgate Saga: Raven, pubblicata sul sito Zojoi.